# Phanerotomella tristis
Phanerotomella tristis är en stekelart som beskrevs av Granger 1949. Phanerotomella tristis ingår i släktet Phanerotomella och familjen bracksteklar. Utöver nominatformen finns också underarten P. t. ambositrensis.